# Чикоидзе, Реваз
Реваз Чикоидзе (груз. რევაზ ჩიკოიძე; род. 30 мая 1984 года) — грузинский парадзюдоист. Серебряный призёр летних Паралимпийских игр 2020 в Токио и летних Паралимпийских игр 2024 в Париже.

## Биография

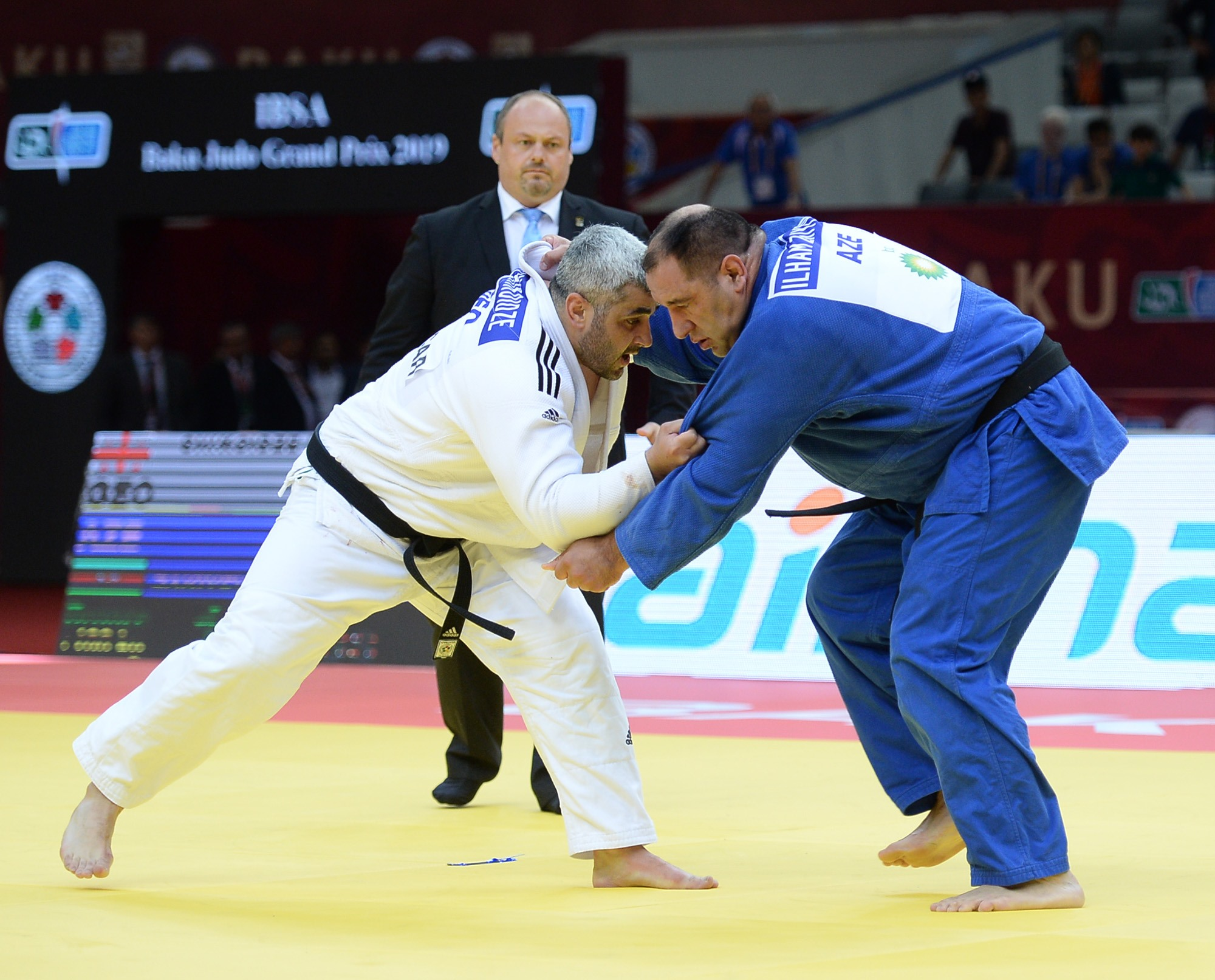
Чикоидзе (слева) против Ильхама Закиева (Азербайджан) на турнире в Баку в 2019 году.

29 августа 2021 года принял участие на летних Паралимпийских играх 2020 в Токио в весовой категории свыше 100 кг. В четвертьфинале победил японца Кэнто Масаки, в полуфинале — узбекского дзюдоиста Ширина Шарипова. В финале проиграл иранцу Мохаммадрезе Хейроллазаде.
7 сентября 2024 года принял участие на летних Паралимпийских играх 2024 в Париже в весовой категории свыше 90 кг (класс J2). В четвертьфинале победил индонезийца Тони Рикардо Мантоласа, в полуфинале — казахстанца Журкамырзу Шукурбекова. В финале турнира уступил турецкому спортсмену Ибрахиму Бёлюкбаши и завоевал «серебро» Паралимпиады-2024.

## Основные спортивные результаты
| Год  | Турнир                          | Место проведения | Категория       | Место |
| ---- | ------------------------------- | ---------------- | --------------- | ----- |
| 2018 | Чемпионат мира                  | Одивелаш         | свыше 100 кг    | 13    |
| 2021 | Летние Паралимпийские игры 2020 | Токио            | свыше 100 кг    | 2     |
| 2022 | Чемпионат мира                  | Баку             | свыше 90 кг, J2 | 9     |
| 2023 | Чемпионат Европы                | Роттердам        | свыше 90 кг, J2 | 1     |
| 2024 | Летние Паралимпийские игры 2024 | Париж            | свыше 90 кг, J2 | 2     |
| 2025 | Чемпионат мира                  | Астана           | свыше 95 кг, J2 | 3     |